# 아우토반 43호선
아우토반 43호선(Bundesautobahn 43, BAB 43, A 43)은 노르트라인베스트팔렌주의 뮌스터에서 부퍼탈까지 이르는 아우토반으로, 총 연장은 95km이다. 주요 경유지로는 레클링하우젠이 있으며, 기종점 모두 아우토반 1호선과 연결되지만, 종점인 부퍼탈에서는 아우토반 46호선과 직접 만난다.

## 주요 연결 도로
- 아우토반 1호선
- 아우토반 52호선
- 아우토반 2호선
- 아우토반 42호선
- 아우토반 40호선
- 아우토반 44호선
- 아우토반 46호선

## 갤러리

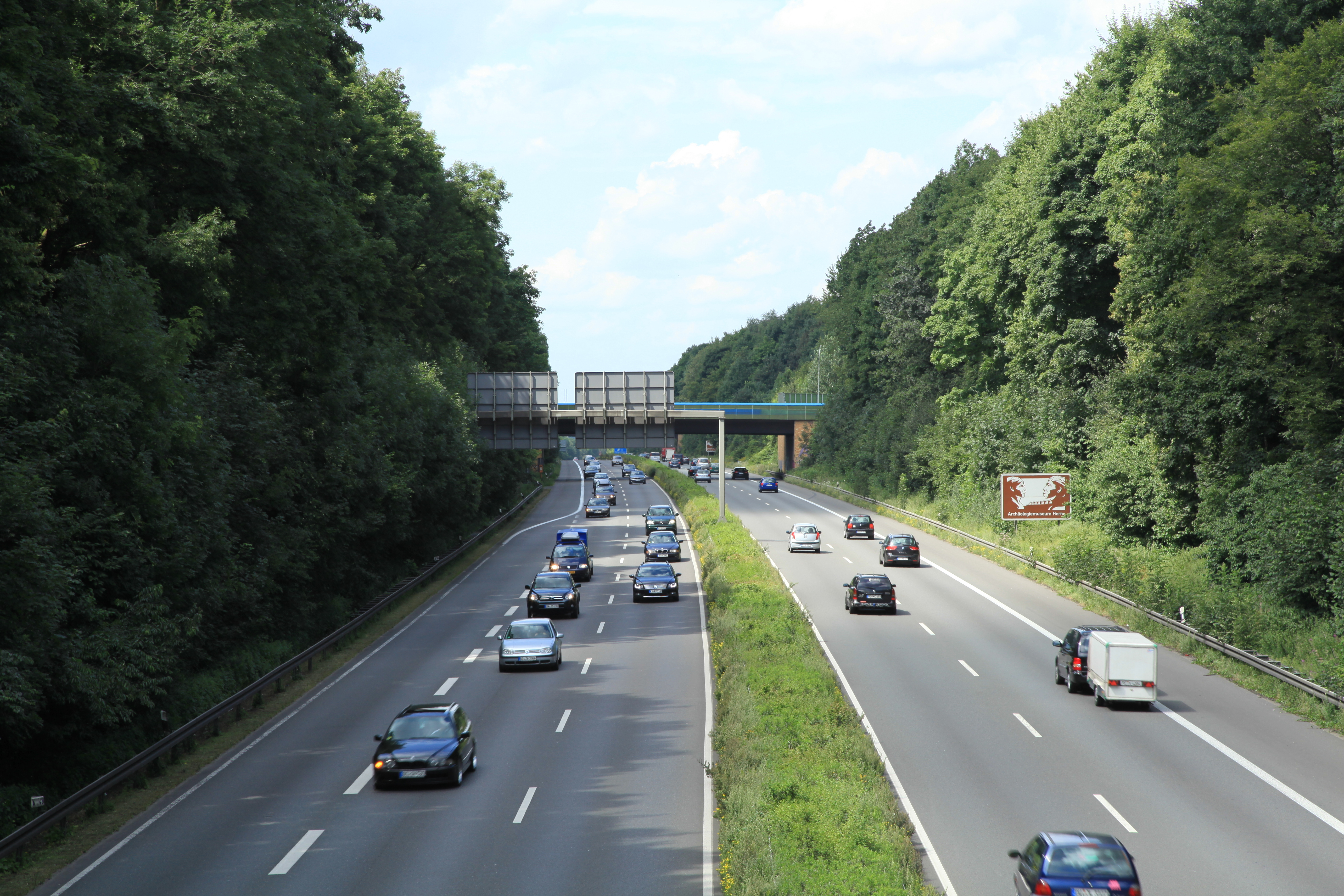
보훔 주변 지역을 관통하고 있는 아우토반 43호선